# Abu-Abd-Al·lah Hamdun al-Andalussí
Abu-Abd-Al·lah Hamdun al-Andalussí, més conegut senzillament com a Hamdun, fou un dirigent fatimita a Ifríqiya. Era originari d'una família judhamita del Iemen. Va estar a l'Àndalus a la cora d'Elvira i després a la regió de Bugia on fou deixeble d'al-Hulwani, el primer missioner xiïta a Ifríqiya, abans d'esdevenir un company fidel d'Abd-Abd-Al·lah aix-Xií, missioner fundador del poder fatimita a Idjkan. Fou un partidari de primera hora dels fatimites. Va dirigir als awliya, els auxiliars més valuosos a la causa fatimita. Va morir a Idjkan abans del final dels aglàbides el 909. El seu fill Alí ibn Hamdun, es va unir a Ubayd-Al·lah al-Mahdí a Sigilmasa i va anar amb el seu seguici a Raqqada; va rebre el govern de Msila el 927 i fou el cap d'un petit principat autònom al Zab.